# Patrimoni dell'umanità del Mali
I patrimoni dell'umanità del Mali sono i siti dichiarati dall'UNESCO come patrimonio dell'umanità in Mali, che è divenuto parte contraente della Convenzione sul patrimonio dell'umanità il 5 aprile 1977.
Al 2022 i siti iscritti nella Lista dei patrimoni dell'umanità sono quattro, mentre quindici sono le candidature per nuove iscrizioni. I primi due siti, le antiche città di Djenné e Timbuctù, sono stati iscritti nella lista nel 1988, durante la dodicesima sessione del comitato del patrimonio mondiale. L'anno successivo, nella tredicesima sessione, la Falesia di Bandiagara (terra dei Dogon) è divenuta il terzo sito maliano riconosciuto dall'UNESCO. Il quarto e più recente patrimonio è costituito dalla Tomba di Askia, inclusa nella lista nel 2004 dalla ventottesima sessione del comitato. Tre siti sono considerati culturali, secondo i criteri di selezione, uno misto. Tre siti, tutti tranne la Falesia di Bandiagara (terra dei Dogon), sono stati iscritti nella Lista dei patrimoni dell'umanità in pericolo, due (Timbuctù e la Tomba di Askia) dalla XXXVI sessione del Comitato per il patrimonio dell'umanità il 28 giugno 2012, il terzo (le antiche città di Djenné) dalla XL sessione il 13 luglio 2016 a causa dell'insicurezza dovuta ai conflitti nel paese.

## Siti del Patrimonio mondiale
| Foto | Sito                                    | Luogo      | Tipo                          | Anno | Descrizione |
| ---- | --------------------------------------- | ---------- | ----------------------------- | ---- | --- |
|      | Antiche città di Djenné                 | Djenné     | Culturale (116; iii, iv)      | 1988 | Abitata dal 250 a.C., Djenné divenne un centro di mercato e un importante collegamento nel commercio transahariano dell'oro. Nel XV e XVI secolo fu uno dei centri di propagazione dell'Islam. Le sue case tradizionali, di cui quasi 2000 sono sopravvissute, sono costruite su collinette (toguere) come protezione dalle inondazioni stagionali. |
|      | Timbuctù                                | Timbuctù   | Culturale (119; ii, iv, v)    | 1988 | Sede della prestigiosa Università coranica Sankoré e di altre madrase, Timbuctù fu una capitale intellettuale e spirituale e un centro per la propagazione dell'Islam in tutta l'Africa nel XV e XVI secolo. Le sue tre grandi moschee, Djinguereber, Sankore e Sidi Yahia, ricordano l'età d'oro di Timbuctù. Sebbene continuamente restaurati, questi monumenti sono oggi minacciati dalla desertificazione. |
|      | Falesia di Bandiagara (terra dei Dogon) | Bandiagara | Misto (516; v, vii)           | 1989 | Il sito di Bandiagara è un paesaggio eccezionale di dirupi e altipiani sabbiosi con alcune belle architetture (case, granai, altari, santuari e Togu Na, o luoghi di incontro comuni). Nella regione convivono diverse tradizioni sociali secolari (maschere, feste, rituali e cerimonie che coinvolgono il culto degli antenati). L'interesse geologico, archeologico ed etnologico, insieme al paesaggio, fanno dell'altopiano di Bandiagara uno dei siti più impressionanti dell'Africa occidentale. |
|      | Tomba di Askia                          | Gao        | Culturale (1139; ii, iii, iv) | 2004 | La spettacolare struttura piramidale di 17 m della tomba di Askia fu costruita da Askia Mohammad I, l'imperatore Songhai, nel 1495 nella sua capitale Gao. Testimonia il potere e le ricchezze dell'impero che fiorì nel XV e XVI secolo attraverso il controllo del commercio transahariano, in particolare di sale e oro. È anche un bell'esempio delle tradizioni monumentali di costruzione in fango del Sahel e dell'Africa occidentale. Il complesso, che comprende la tomba piramidale, due edifici della moschea dal tetto piatto, il cimitero della moschea e il luogo di aggregazione all'aperto, fu costruito quando Gao divenne la capitale dell'Impero Songhai e dopo che Askia Mohammad era tornato dalla Mecca e aveva reso l'Islam religione ufficiale dell'impero. |

## Siti candidati
| Foto | Sito                                                          | Luogo                                                                 | Tipo                        | Anno       | Descrizione |
| ---- | ------------------------------------------------------------- | --------------------------------------------------------------------- | --------------------------- | ---------- | --- |
|      | Boucle du Baoulé                                              | Circondario di Kita, Circondario di Kolokani                          | Culturale (1348; ii, iv)    | 08/09/1999 | La Boucle du Baoulé copre una vasta regione di quasi 1 000 000 di ettari. Ha quattro riserve naturali (il Parco nazionale della Boucle du Baoulé, le riserve Fina, Kongossambougou e Badinko) tra le quali si estendono corridoi non protetti (essenzialmente corrispondenti alle terre dei villaggi). Oltre a una flora e una fauna variegate, la Boucle du Baoulé presenta un importante patrimonio archeologico con, ad oggi, più di 300 siti archeologici identificati. |
|      | Essouk                                                        | Essouk                                                                | Culturale (1349; ii, iv)    | 08/09/1999 | I resti di Essouk si estendono per 1 km in lunghezza e 0,50 km in larghezza. Comprendono ruderi di case (dove le pareti ancora ben tracciate superano i 50 cm di altezza) e di moschee e diverse necropoli segnate da recinti quadrangolari e tombe apparentemente preislamiche indicate da cumuli di pietra. Molte rocce intorno al sito sono ricoperte da incisioni rupestri. |
|      | Città storica di Hamdallahi                                   | Sio                                                                   | Culturale (5438; i, vi)     | 19/03/2009 | La storica città di Hamdallahi è costituita dai resti dell'ex capitale del Diina. Si estende su una superficie di 246 ettari e comprende i resti del Tata in mattoni di fango, il Palazzo di Sékou Amadou circondato da un muro di pietra, i mausolei situati all'interno del recinto del Palazzo e la nuova Moschea costruita sul luogo del storica moschea di Hamdallahi. |
|      | Forte di Médine                                               | Hawa Dembaya                                                          | Culturale (5439; iii, iv)   | 19/03/2009 | Costruito nel 1855 da Faidherbe, un ufficiale dell'esercito francese, il Forte di Médine è il primo dispositivo militare alla conquista del Sudan francese. La sua posizione strategica sul fiume Senegal ha permesso non solo di monitorare la regione già soggiogata tra Bakel (in Senegal) e la città di Médine, ma anche di utilizzarla come testa di ponte per la conquista dei vasti territori compresi tra i bacini del Senegal e del Niger. Il 20 aprile 1857, circa due anni dopo la costruzione del forte, Al-Ḥāǧǧ ʽUmar Tall pose l'assedio a Médine fino al 18 luglio 1857, quando Faidherbe sbarcò con le sue truppe per salvare la città. Allo stesso tempo, Médine divenne la sede dell'amministrazione coloniale. L'opera comprende un grande edificio a due piani (la mensa degli ufficiali) e strutture accessorie (la polveriera, il carcere e la Scuola degli Ostaggi), il tutto circondato da un imponente muro di pietra. |
|      | Grande moschea del venerdì di Niono                           | Niono                                                                 | Culturale (5440; iii, iv)   | 19/03/2009 | La grande Moschea del venerdì di Niono è opera di una squadra di muratori di Djenné. Costruita nel 1948, l'opera è stata ampliata tra il 1955 e il 1956 con l'aggiunta di sei campate trasversali sul lato sud. Ha subito un altro ampliamento finale sul lato ovest nel 1959. L'edificio occupa attualmente una superficie totale di 1 800 m². Comprende la sala principale che copre 658 m², il mausoleo dove riposa il primo imam della Moschea, la sala di preghiera per le donne su due livelli (il piano terra più un piano) e gli annessi. |
|      | Moschea di Komoguel                                           | Mopti                                                                 | Culturale (5442; iii, iv)   | 19/03/2009 | Di stile architettonico sudanese, la grande moschea di Mopti, comunemente chiamata moschea di Komoguel, ha una superficie di circa 100 m². La costruzione della moschea risale al periodo tra il 1933 e il 1935. Venne costruita al posto di un'altra moschea del 1908. |
|      | Tata di Sikasso                                               | Sikasso                                                               | Culturale (5443; i, ii, vi) | 19/03/2009 | Il Tata di Sikasso o tarakoko secondo un nome locale, fu costruita sotto il regno di Tiéba Traoré, tra il 1877 e il 1897; fu poi ampliata e rafforzata da Babemba Traoré. Al tempo del fallito assedio di Samory Turé, durato quindici mesi (dal marzo 1887 al giugno 1888), aveva tre recinti concentrici: il tata esterno misurava 9 km, 6 m di spessore alla base e 2 m in alto, la sua altezza variava tra 4 e 6 m; il tata intermedio più piccolo e meno spesso, destinato a isolare mercanti, soldati e nobili; il recinto interno che circonda il Dionfoutou, parte della città abitata dal re e dalla sua famiglia. La fortezza è ancora visibile nell'attuale assetto della città di Sikasso attraverso sezioni ben conservate nei quartieri di Mancourani, Medina, Wayerma, Bougoula e Fulaso. |
|      | Riserva di biodiversità del Parco del Bafing Makana           | Circondario di Bafoulabé, Circondario di Kéniéba, Circondario di Kita | Naturale (6161; viii, x)    | 07/09/2016 | Con una superficie di circa 176 469 ettari, la Riserva di biodiversità del Parco del Bafing Makana è stata creata nel 1990; nel 2002, per circoscrivere meglio l'area protetta del Parco, sono state create al suo interno riserve di biotopi: le riserve di Kouroufing e Wongo e il santuario degli scimpanzé. La riserva faunistica di Bafing fa parte del patrimonio naturale dell'area di Manantali, che copre un'area protetta con notevole biodiversità: un ecosistema costituito da un'importante rete idrografica, foreste a galleria e savane boscose dove vivono ancora leoni, leopardi, facoceri, ippopotami, grandi orde di scimpanzé, coccodrilli e molti uccelli. |
|      | Riserva naturale del lago Magui                               | Maréna Diombougou, Ségala, Séro Diamanou                              | Naturale (6162; viii, x)    | 07/09/2016 | Il lago Magui è un serbatoio d'acqua naturale permanente nella regione di Kayes. Il lago è orlato da piante erbacee e legnose e ospita una ricchissima biodiversità, che comprende piccoli mammiferi (cervi, facoceri, sciacalli, iene), rettili, pesci e uccelli acquatici e mangiatori di cereali. L'attività agricola è praticata durante i periodi di recessione su superfici pianeggianti soggette ad allagamento. La pesca è praticata in modo artigianale ed è l'attività prediletta dalle popolazioni locali. Il lago Magui è l'unico bacino naturale per l'irrigazione e l'abbeveramento del bestiame domestico e transumante nella regione. |
|      | Riserva della biodiversità degli elefanti del Gourma          | Regione di Gao, Regione di Mopti, Regione di Timbuctù                 | Naturale (6270; viii, x)    | 31/08/2017 | Lo spazio chiamato Gourma in Mali si estende per 83 milioni di ettari (circa 83 000 km²), tra il fiume Niger e il confine con il Burkina Faso. Il Gourma è delimitato a nord e ad est dal fiume Niger, a ovest e a sud dalle colline e dalle falesie del paese dei Dogon. Il Gourma è una vasta area che copre grandi formazioni rocciose, dune, pianure, stagni, laghi e ospita elefanti. È anche un luogo per eccellenza per l'allevamento estensivo di bovini, ovini e caprini in transumanza. Zona di bassa densità (circa 5,4 abitanti/km²), le popolazioni che vi abitano sono agro-pastorali, composte da pastori semi-nomadi e nomadi transumanti. |
|      | Bacino del fiume Niger (dalla soglia di Markala al lago Débo) | Regione di Mopti, Regione di Ségou, Regione di Timbuctù               | Naturale (6271; viii, x)    | 31/08/2017 | Il bacino del fiume Niger (dalla soglia di Markala al lago Débo) copre un'area di oltre 4 119 500 ettari. Ricca di risorse naturali e presentando ecosistemi diversi (laghi, pianure, foreste alluvionali, bourgoutière), è la più grande zona umida continentale dell'Africa occidentale e la seconda per l'Africa dopo il delta dell'Okavango in Botswana. |
|      | Cattedrale di Bamako                                          | Bamako                                                                | Culturale (6273; ii, iv)    | 19/09/2017 | La Cattedrale di Bamako, come luogo di culto per la comunità cattolica, fu eretta in forza del decreto papale che istituiva il Vicariato apostolico di Bamako, grazie all'insistenza dei governatori del Sudan francese. Monsignor Émile Sauvant posò la prima pietra benedetta dell'edificio il 21 febbraio 1925 e la costruzione terminò nel 1936. L'opera è realizzata in pietra in stile romanico bizantino caratterizzato da volte generalmente a tutto sesto, cupole su pennacchi, colonne cilindriche che sorreggono gli archi e sormontate da capitelli spesso scolpiti con rappresentazioni di animali o piante o simboli più o meno geometrici. |
|      | Chiesa di Mandiakuy                                           | Mandiakuy                                                             | Culturale (6274; ii, iv)    | 19/09/2017 | Più vecchia di 75 anni, l'architettura della chiesa di Mandiakuy è di tipo eclettico, raggruppando armoniosamente gli stili dell'edificio principale e delle strutture accessorie. I campanili sono in stile gotico, l'edificio principale è in stile neosudanese. Imponente per la sua superficie e le sue fondamenta, l'edificio è costruito con pietre bianche provenienti da una cava situata a Tiotio, 15 chilometri a est di Mandiakuy. È coperto da un tetto in lamiera poggiante su un telaio in ferro. La sua facciata principale è ornata da due torri alte 30 metri separate da una croce alta 16 metri. |
|      | Siti storici e paesaggi culturali del Manden                  | Benkadi (Kangaba), Siby                                               | Misto (6280; ii, iv, x)     | 08/01/2018 | Il sito denominato "Siti storici e paesaggi culturali del Manden" è una proprietà seriale composta dal Kamabulon o recinto sacro di Kangaba, dal sito storico di Kurukan Fuga, dal Kamablo o recinto sacro di Kéniero e dall'Arco di Kamandjan. I quattro siti che compongono la proprietà sono vestigia dell'Impero del Mali, fondato nel XIII secolo da Sundjata Keïta. |
|      | Sito della Moschea di Kankou Musa a Gao                       | Gao                                                                   | Culturale (6538; ii, iv)    | 06/05/2021 | Situato nel vecchio tessuto della città di Gao, nel quartiere di Aldjanabandja, il sito della moschea di Kankou Moussa copre oggi 35 100 m². Questo sito ospitava la storica moschea costruita dall'imperatore del Manden, Kankou Moussa, di ritorno dal pellegrinaggio alla Mecca nel 1324. Gao, allora dipendenza dell'Impero del Mali, era uno dei punti di incontro delle carovane che attraversavano il deserto e le piste provenienti da sud. Opera di un architetto andaluso di nome al-Sāhilī, viene presentato dai cronisti arabi e dalle tradizioni orali come un edificio colossale, il primo caso di grandi opere intraprese nella storia del Mali, prima della costruzione della famosa moschea Djinguereber a Timbuctù nel 1325. |